# Galileo Ferraris
Galileo Ferraris (Livorno Ferraris, Piamonte, 31 de octubre de 1847 - Turín, Piamonte, 7 de febrero de 1897) fue un físico e ingeniero eléctrico italiano, destacado por sus estudios en materia de corriente alterna. En 1885 diseñó el primer motor de inducción, aunque nunca patentó su invento. Muchos periódicos publicaron que su trabajo sobre el motor de inducción y los sistemas de transmisión de potencia eran unos de los mayores inventos de todos los tiempos. Publicó una monografía extensa y completa sobre los resultados experimentales obtenidos con transformadores de circuito abierto del tipo diseñado por los ingenieros de potencia Lucien Gaulard y John Dixon Gibbs.

## Biografía
Obtuvo una licenciatura en ingeniería y trabajó como asistente técnico en física en el Museo Industrial Real Italiano.  
En 1885, de manera independiente, investigó el campo magnético rotativo. Experimentó con tipos de motores eléctricos asíncronos. La investigación finalizó con el desarrollo de un motor de corriente alterna. 
En 1888, Ferraris publicó su investigación en un documento de la Real Academia de Ciencias de Turín (más tarde, en ese mismo año, Nikola Tesla adquiriría la Patente 381.968 en Estados Unidos).
En 1889, trabajó en el Instituto Italiano industrial, una escuela de ingeniería eléctrica (la primera escuela de este tipo en Italia; posteriormente incorporada al Politécnico de Turín). En 1896, Ferraris se unió a la Asociación Electrotécnica Italiana y se convirtió en el primer presidente nacional de dicha organización.